# Polythore derivata
Polythore derivata är en trollsländeart som först beskrevs av Mclachlan 1881.  Polythore derivata ingår i släktet Polythore och familjen Polythoridae. Inga underarter finns listade i Catalogue of Life.